# Élections sénatoriales de 1989 dans l'Ain
Les élections sénatoriales dans l'Ain ont eu lieu le dimanche 24 septembre 1989. 
Elles ont eu pour but d'élire les sénateurs représentant le département au Sénat pour un mandat de neuf années.

## Contexte départemental
Lors des élections sénatoriales du 28 septembre 1980 dans l'Ain, deux sénateurs UDF ont été élus, Guy de La Verpillière et Roland Ruet.
Depuis, tous les effectifs du collège électoral des grands électeurs ont été renouvelés, avec les élections législatives de 1988 dans l'Ain, les élections régionales françaises de 1986, les élections cantonales de 1985 et 1988 et les élections municipales françaises de 1989.

## Rappel des résultats de 1980
| Candidat et parti politique | Candidat et parti politique | Candidat et parti politique | Premier tour | Premier tour | Second tour | Second tour |
| Candidat et parti politique | Candidat et parti politique | Candidat et parti politique | Voix         | %            | Voix        | %           |
| --------------------------- | --------------------------- | --------------------------- | ------------ | ------------ | ----------- | ----------- |
|                             | Roland Ruet                 | UDF                         | 626          | 55,45        |             |             |
|                             | Guy de La Verpillière       | UDF                         | 467          | 41,36        | 591         | 52,21       |
|                             | Louis Jannel                | MRG                         | 198          | 17,54        | 541         | 47,79       |
|                             | Jean Chabert                | PS                          | 186          | 16,47        | Retrait     | Retrait     |
|                             | Paul Combier                | PS                          | 172          | 15,23        | Retrait     | Retrait     |
|                             | Louis Lamarche              | MRG                         | 152          | 13,46        | Retrait     | Retrait     |
|                             | Alexandre Robin             | UDF                         | 128          | 11,34        | Retrait     | Retrait     |
|                             | François Paoup              | DVD                         | 128          | 10,10        | Retrait     | Retrait     |
|                             | Marcel Benoit               | PCF                         | 90           | 7,97         | Retrait     | Retrait     |
|                             | Guy Chavanne                | PCF                         | 88           | 7,79         | Retrait     | Retrait     |
|                             | Maurice Bardet              | DVD                         | 8            | 0,71         | Retrait     | Retrait     |
|                             |                             |                             |              |              |             |             |
| Inscrits                    | Inscrits                    | Inscrits                    | 1 157        | 100,00       | 1 157       | 100,00      |
| Abstentions                 | Abstentions                 | Abstentions                 | 3            | 0,26         | 3           | 0,26        |
| Votants                     | Votants                     | Votants                     | 1 154        | 99,74        | 1 154       | 99,74       |
| Blancs et nuls              | Blancs et nuls              | Blancs et nuls              | 25           | 2,16         | 22          | 1,90        |
| Exprimés                    | Exprimés                    | Exprimés                    | 1 129        | 97,57        | 1 132       | 97,84       |

## Sénateurs sortants
| Sénateur | Sénateur              | Parti | Fonctions lors de l'élection en 1980           |
| -------- | --------------------- | ----- | ---------------------------------------------- |
|          | Guy de La Verpillière | UDF   | Député, conseiller général, maire de Lagnieu   |
|          | Roland Ruet           | UDF   | Sénateur sortant, président du conseil général |

## Présentation des candidats
Les nouveaux représentants sont élus pour une législature de 9 ans au suffrage universel indirect par les 1395 grands électeurs du département. 
Dans l'Ain, les sénateurs sont élus au scrutin majoritaire à deux tours. 
| Candidats | Candidats        | Parti | Principale fonction                                           |
| --------- | ---------------- | ----- | ------------------------------------------------------------- |
|           | Fernand Roustit  | PCF   | Conseiller régional, conseiller municipal d'Ambérieu-en-Bugey |
|           | Roland Tanzili   | PCF   | Adjoint au maire de Meximieux                                 |
|           | Yolande Gauthier | Verts |                                                               |
|           | Noël Ravassard   | PS    | Conseiller général, maire de Châtillon-sur-Chalaronne         |
|           | Louis Jannel     | MRG   | Conseiller général, maire de Montrevel-en-Bresse              |
|           | Jean Pépin       | UDF   | Conseiller général, maire de Saint-Nizier-le-Bouchoux         |
|           | Jean-Paul Émin   | UDF   | Conseiller général, adjoint au maire d'Oyonnax                |
|           | Paul Duperrier   | RPR   | Conseiller général, maire de Villars-les-Dombes               |
|           | Jean Alcaraz     | FN    | Adjoint au maire de Saint-Jean-de-Niost                       |

## Résultats
| Candidat et parti politique | Candidat et parti politique | Candidat et parti politique | Premier tour | Premier tour | Second tour | Second tour |
| Candidat et parti politique | Candidat et parti politique | Candidat et parti politique | Voix         | %            | Voix        | %           |
| --------------------------- | --------------------------- | --------------------------- | ------------ | ------------ | ----------- | ----------- |
|                             | Jean Pépin                  | UDF                         | 758          | 55,69        |             |             |
|                             | Jean-Paul Émin              | UDF                         | 666          | 48,93        | 839         | 62,06       |
|                             | Noël Ravassard              | PS                          | 462          | 33,95        | 493         | 34,46       |
|                             | Louis Jannel                | MRG                         | 420          | 30,86        | Retrait     | Retrait     |
|                             | Paul Duperrier              | RPR                         | 231          | 16,97        | Retrait     | Retrait     |
|                             | Fernand Roustit             | PCF                         | 30           | 2,20         | Retrait     | Retrait     |
|                             | Roland Tanzili              | PCF                         | 28           | 2,06         | Retrait     | Retrait     |
|                             | Jean Alcaraz                | FN                          | 24           | 1,76         | Retrait     | Retrait     |
|                             | Yolande Gauthier            | Verts                       | 0            | 0,00         | 20          | 1,48        |
|                             |                             |                             |              |              |             |             |
| Inscrits                    | Inscrits                    | Inscrits                    | 1 395        | 100,00       | 1 395       | 100,00      |
| Abstentions                 | Abstentions                 | Abstentions                 | 4            | 0,29         | 12          | 0,77        |
| Votants                     | Votants                     | Votants                     | 1 391        | 99,71        | 1 383       | 99,23       |
| Blancs et nuls              | Blancs et nuls              | Blancs et nuls              | 30           | 2,15         | 29          | 2,07        |
| Exprimés                    | Exprimés                    | Exprimés                    | 1 361        | 97,56        | 1 352       | 96,92       |